# هزاره‌ها از قتل‌عام تا احیای هویت
هزاره‌ها از قتل‌عام تا احیای هویت، عنوان کتابی است که توسط بصیراحمد دولت‌آبادی نوشته شده و در سال ۱۳۸۵ توسط انتشارات ابتکار دانش به چاپ رسید. این کتاب به بررسی تاریخی و جغرافیایی قوم هزاره در افغانستان می‌پردازد. 
بصیر احمد دولت‌آبادی در مصاحبه با سامانهٔ خبری آریانانت می‌نویسد:
هزاره‌ها از قتل‌عام تا احیای هویت، عنوان کتابی است که آخرین کار و دستمایهٔ اینجانب در زمینه‌های مختلف تاریخ، فرهنگ و مسائل اجتماعی جامعهٔ هزاره و شیعهٔ افغانستان به حساب می‌آید. در این کتاب کوشیده‌ام تا گزارش نسبتاً جامع و دست اول از سرنوشت هزاره‌ها، از قتل‌عام‌شان در عصر عبدالرحمن تا حضور دوباره‌شان در صحنه‌های مختلف زندگی اجتماعی-سیاسی کشور، با استناد به نوشته‌های مرحوم کاتب و دیگران ارائه دهم.

## موضوعات و فصل‌ها
این کتاب به هفت فصل تقسیم شده‌است که زیرمجموعه‌های این فصل‌ها در اینجا گردآوری شده‌است: 
- فصل اول: تاریخچهٔ پناه‌گزینی افغانستانی‌ها در خارج از مرزهای کنونی
- فصل دوم: سیاست عبدالرحمن با هزاره‌ها
- فصل سوم: قیام سراسری هزاره‌جات پس از تسلیم‌شدن
- فصل چهارم: سرنوشت هزاره‌ها